# Суржинці
Су́ржинці — село в Україні, в Кам'янець-Подільському районі Хмельницької області.
Суржинці називають село «Подільською Швейцарією».

## Географія
Село Суржинці знаходиться на березі річки Тернава за 18 км. від Кам'янця-Подільського. Через село проходить автомобільна дорога Т 2317.

## Історія
На території села знайдено таємничий суржинецький ідол неподалік річки Тернавка, ще у 70-х роках минулого століття. За словами істориків, він був розташований не на місці капища, а перевезений на околицю села та встановлений, ймовірніше, як межовий знак. Попередньо його відносять до доби пізнього неоліту.
Перша згадка про поселення в другій половині XVII століття. У 1578 року згадано про хутір чи село Палютинці. Було розташоване на річці Тернава нижче від села Суржинці показане на карті на південний захід від Суржинців на правому березі Тернави.
1891 року селі була школа грамоти, за словами Юхима Сіцінського.
Внаслідок поразки визвольних змагань на початку XX століття, село надовго окуповане російсько-більшовицькими загарбниками.
Радянська окупація принесла колективізацію та розкуркулення, мешканці села зазнали репресій.
В 1932–1933 селяни села пережили жахливі події — Голодомор.
У селі мешкало досить багато поляків. Більшість з них були виселені за радянських часів до Казахстану.
Наприкінці 60-их Суржинці опинилися списку серед малоперспективних сіл.
З 1991 року в складі незалежної України.
З 14 серпня 2017 року шляхом об'єднання сільських рад, село увійшло до складу Слобідсько-Кульчієвецької сільської громади, до цього органом місцевого самоврядування була Кульчієвецька сільська рада.

## Населення
Населення становить 39 осіб за переписом 2001 року.
Станом на 2020 рік в селі мешкало 27 осіб.

## Туризм
Село розташоване в яру річки Тернава і має дуже гарні краєвиди схилів, які засаджені хвойними і грабовими лісами, недарма цю місцевість називають «Подільською Швейцарією». В поселені діє декілька еко-садиб, за рахунок не великої кількості жителів села, тут зберігається первина природа і природня тиша.

## Природа
- Національний природний парк «Подільські Товтри». Село лежить у межах парку.
- Три поля з тюльпанами на обох берегах Тернави[4]
- Суржинецький яр

## Галерея

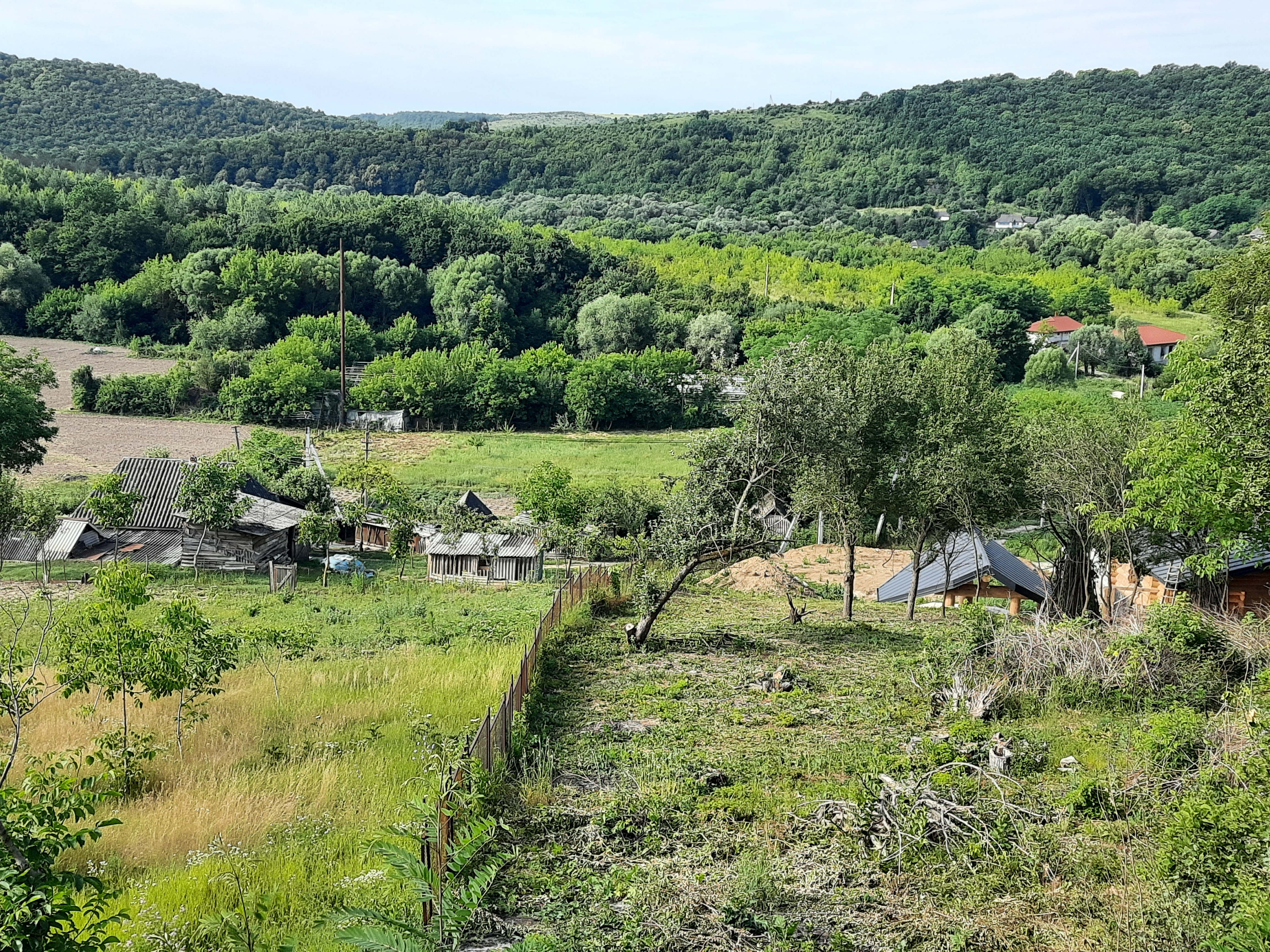
Вигляд на село
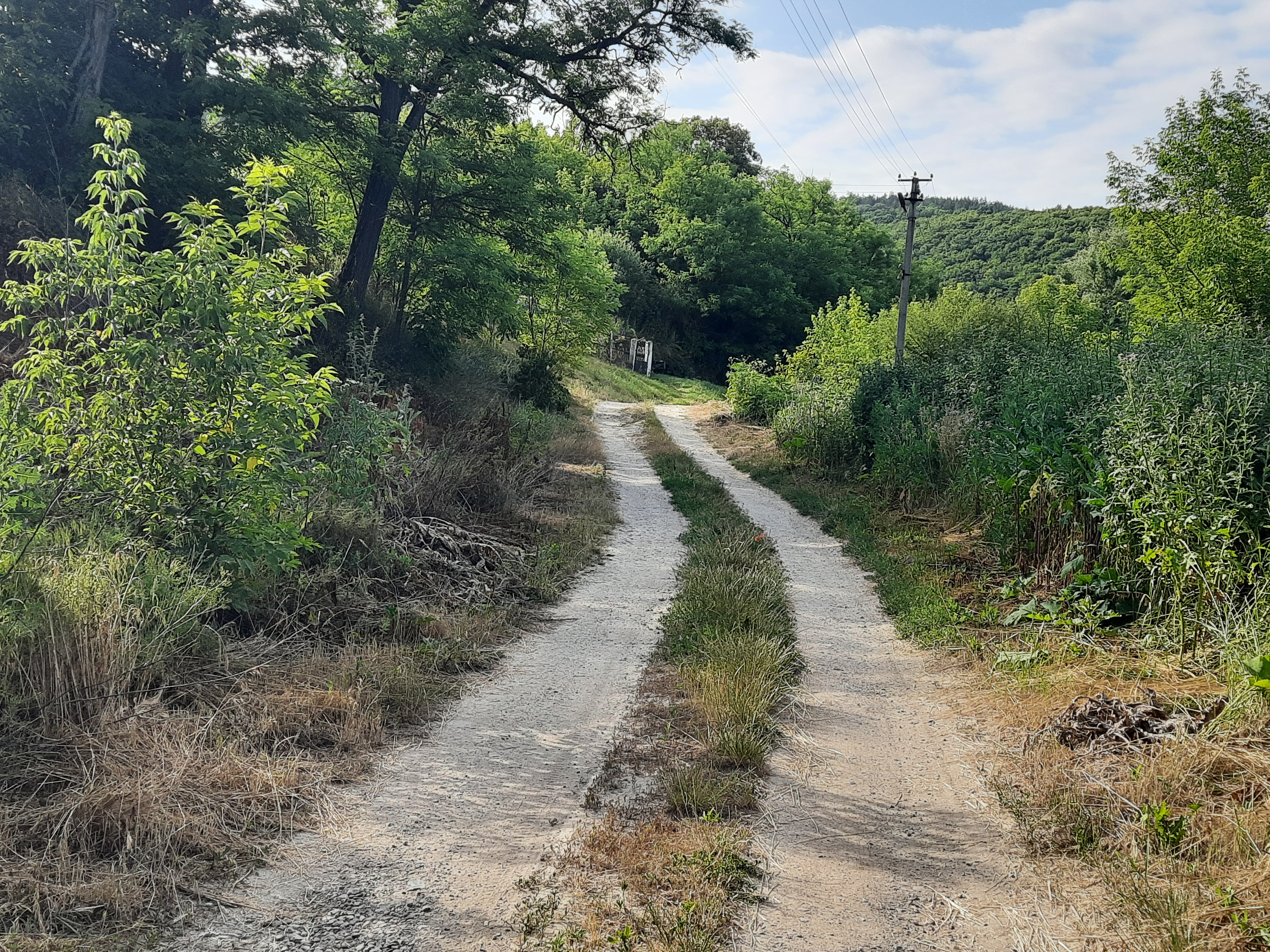
Сільська вулиця
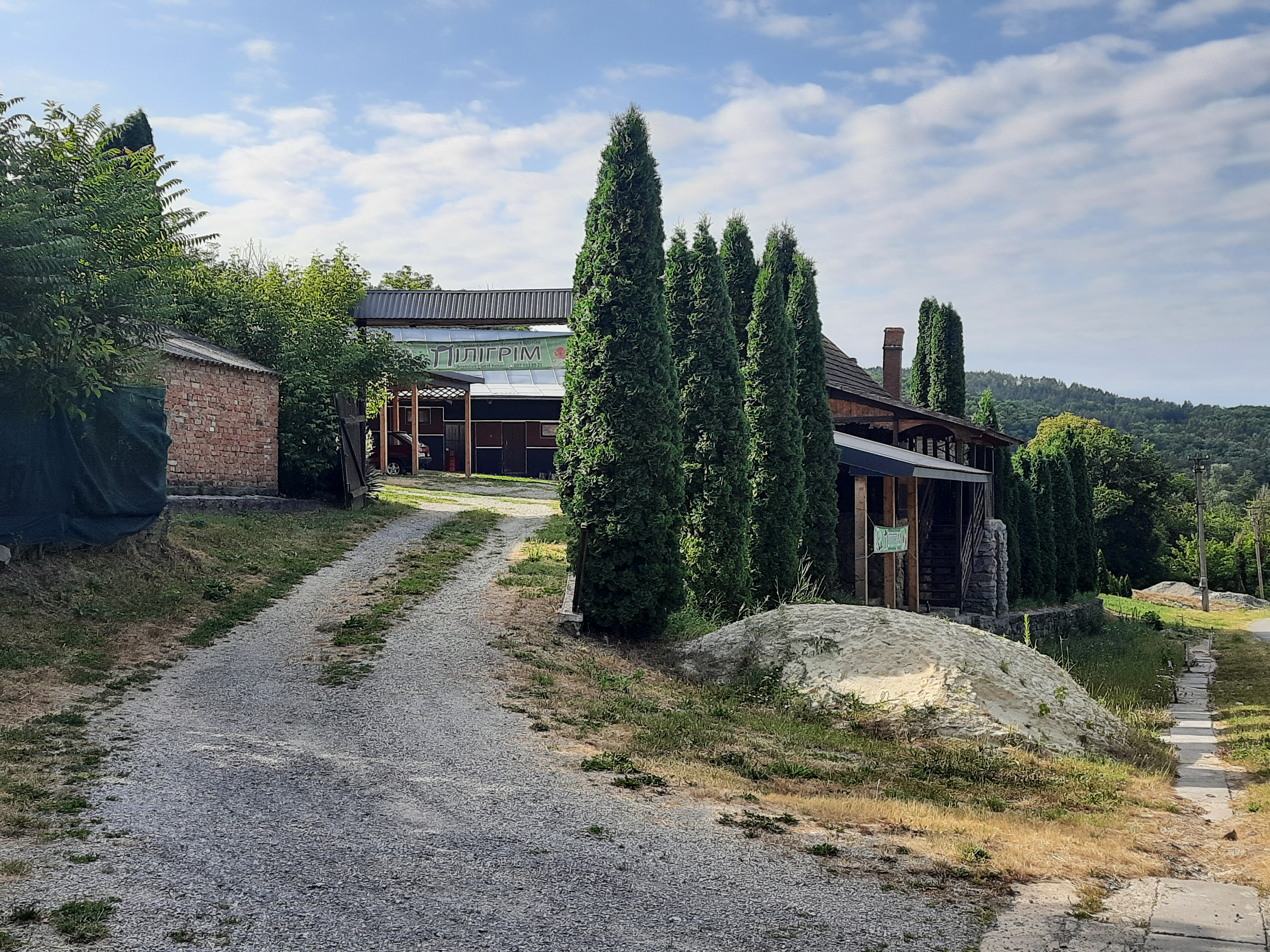
Садиба "Пілігрім"
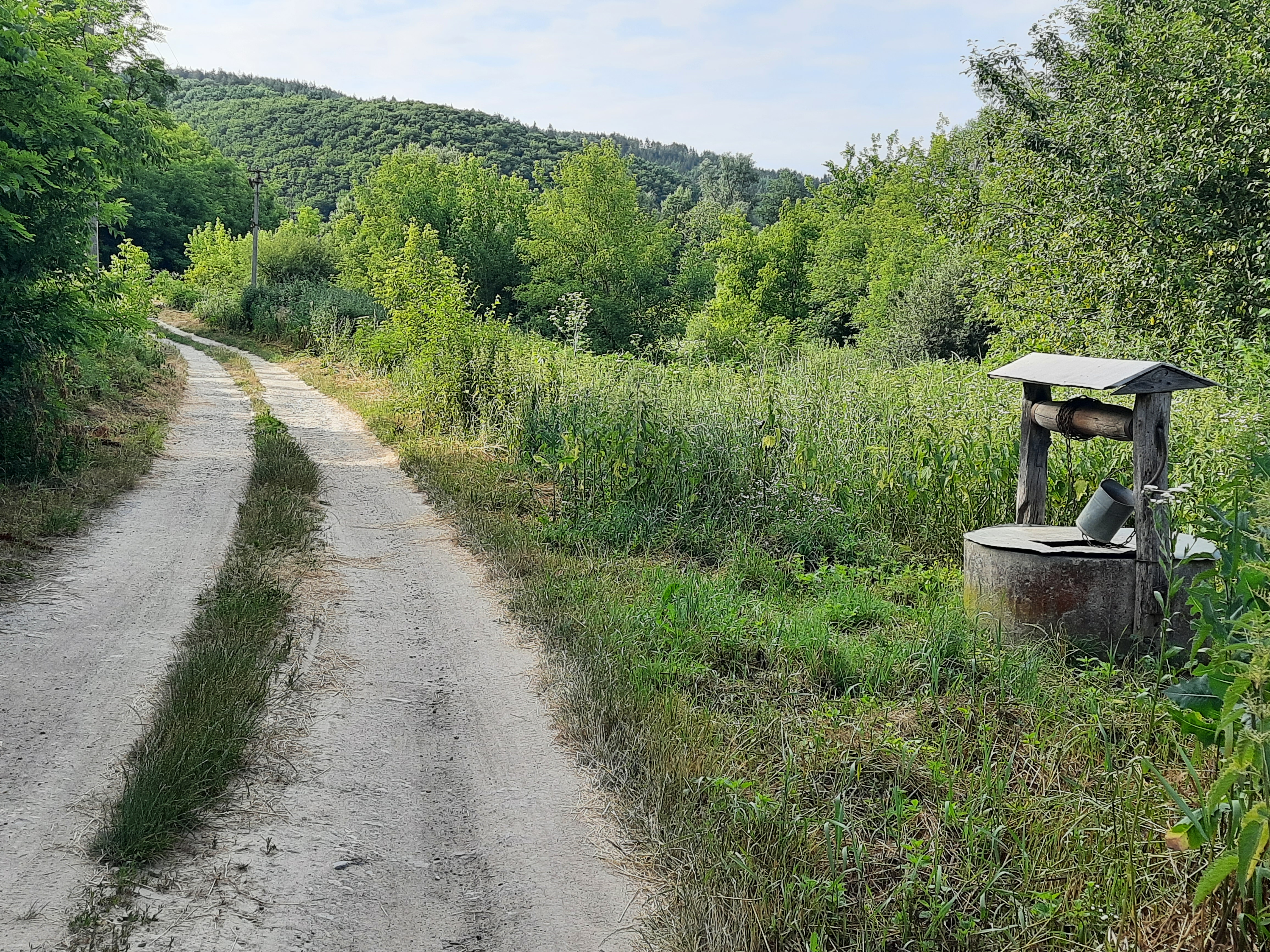
Сільський пейзаж
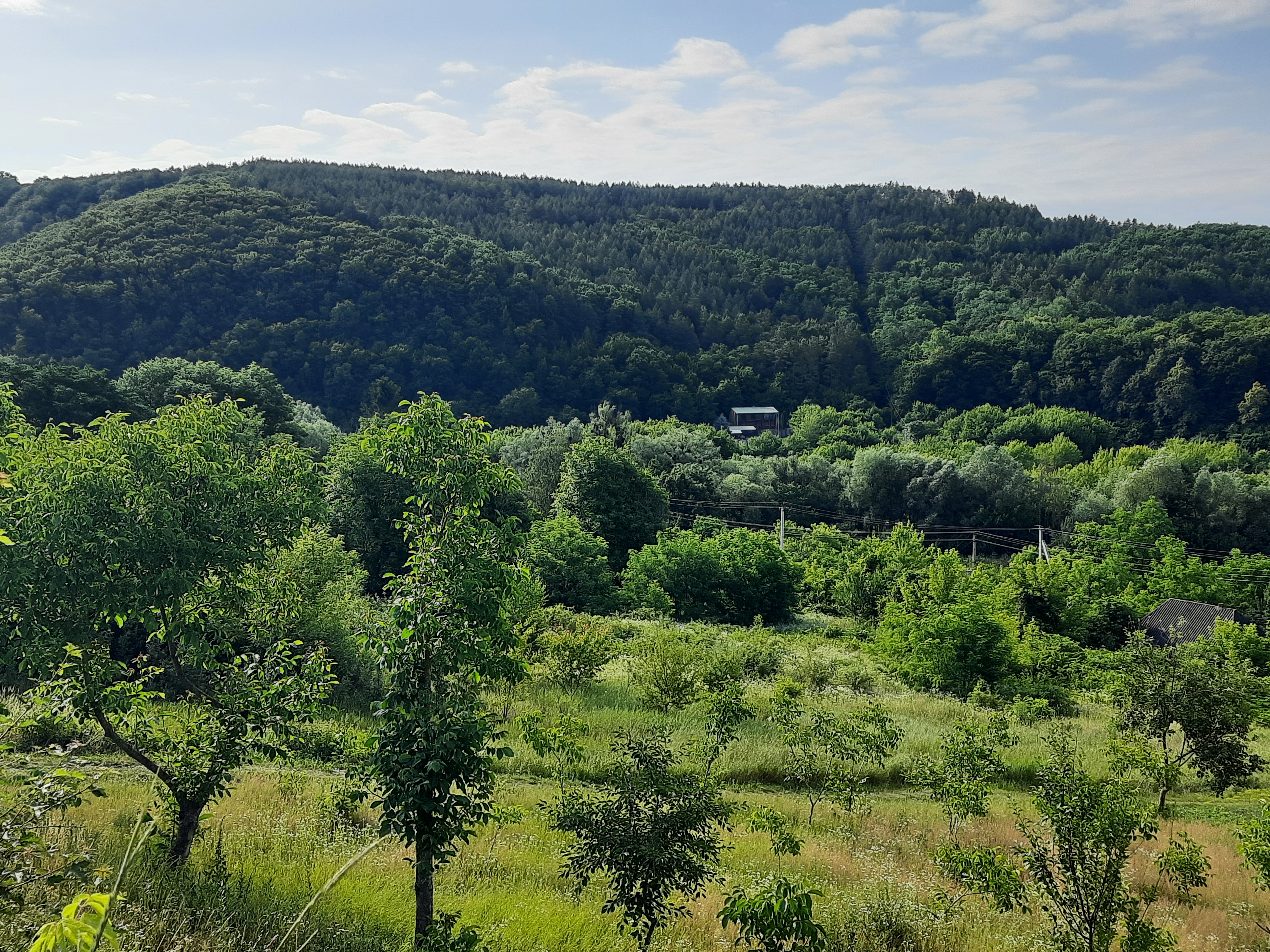
Краєвиди біля села